# Кубок Франції з футболу 2011—2012
Кубок Франції з футболу 2011–2012 — 95-й розіграш кубкового футбольного турніру у Франції. Титул вп'яте здобув Ліон.

## Регламент
Кубок Франції складається з двох етапів:
- відбіркового, який складається з шести регіональних етапів (перші два організовуються в кожному регіоні за своєю схемою для клубів регіональних ліг, наступні чотири організовуються в регіонах централізовано за участі клубів з національних аматорських і напівпрофесіональних ліг) та двох національних етапів (7-й і 8-й етап, з 7-го стартують клуби Ліги 2 та представники заморських територій);
- фінального, який починається з 1/32 фіналу — з цього раунду стартують клуби провідної Ліги 1.

## 1/32 фіналу
| Команда 1                  | Рахунок         | Команда 2                        |
| -------------------------- | --------------- | -------------------------------- |
| 6 січня 2012               |                 |                                  |
| Тур-д'Овернь (Ренн) (6)    | 0:0 дч пен. 4:5 | Кевії (Ле-Петі-Кевії) (3)        |
| Ле-Ман (2)                 | 0:2             | Валансьєн                        |
| 7 січня 2012               |                 |                                  |
| Версаль (6)                | 1:5             | Діжон                            |
| Лімож (5)                  | 1:0             | Булонь (Булонь-сюр-Мер) (2)      |
| Марк (5)                   | 0:2             | Ніцца                            |
| Шамблі (5)                 | 0:1 дч          | Осер                             |
| Бур-Перонна (4)            | 2:1 дч          | Монсо (Монсо-ле-Мін) (5)         |
| Люсон (4)                  | 2:1             | Авранш (4)                       |
| Сабле (Сабле-сюр-Сарт) (5) | 3:3 дч пен. 4:2 | Седан (2)                        |
| Ніор (3)                   | 2:0             | Брест                            |
| Гавр (2)                   | 4:3             | Лор'ян                           |
| Комп'єнь (4)               | 2:1 дч          | Монтаньярд (Ензензак-Локрис) (5) |
| Вітре (5)                  | 1:2             | Тур (2)                          |
| Орлеан (3)                 | 0:0 дч пен. 5:3 | Клермон (2)                      |
| Шербур (3)                 | 1:2             | Шатору (2)                       |
| Валанс (4)                 | 1:1 дч пен. 7:6 | Лаваль (2)                       |
| Фрежус-Сен-Рафаель (3)     | 0:3             | Аяччо                            |
| Шантійї (6)                | 0:6             | Лілль                            |
| Сент-Етьєн                 | 1:1 дч пен. 2:4 | Бордо                            |
| Ред Стар (Сент-Уан) (3)    | 0:5             | Марсель                          |
| Бастія (2)                 | 4:1             | Сошо (Монбельяр)                 |
| Кан                        | 2:4 дч          | Труа (2)                         |
| Ренн                       | 3:0             | Нансі                            |
| 8 січня 2012               |                 |                                  |
| Тьєр (5)                   | 1:4             | Істр (2)                         |
| Дрансі (4)                 | 3:3 дч пен. 4:2 | Страсбур (5)                     |
| Газелек (Аяччо) (3)        | 1:0             | Тулуза                           |
| Ліон-Дюшер (Ліон) (4)      | 1:3             | Ліон                             |
| Мюлуз (4)                  | 1:3             | Кретей (3)                       |
| Мец (2)                    | 2:2 дч пен. 3:5 | Евіан (Тонон-ле-Бен)             |
| Локміне (5)                | 1:2             | Парі Сен-Жермен                  |
| Прі-ле-Мезьєр (6)          | 0:4             | Монпельє                         |
| 9 січня 2012               |                 |                                  |
| Анже (2)                   | 4:3             | Монако (2)                       |

## 1/16 фіналу
| Команда 1                  | Рахунок         | Команда 2            |
| -------------------------- | --------------- | -------------------- |
| 20 січня 2012              |                 |                      |
| Сабле (Сабле-сюр-Сарт) (5) | 0:4             | Парі Сен-Жермен      |
| 21 січня 2012              |                 |                      |
| Бур-Перонна (4)            | 3:2 дч          | Аяччо                |
| Лімож (5)                  | 0:2             | Дрансі (4)           |
| Комп'єнь (4)               | 0:1 дч          | Лілль                |
| Діжон                      | 2:1             | Істр (2)             |
| Ніор (3)                   | 1:2             | Орлеан (3)           |
| Кретей (3)                 | 2:2 дч пен. 3:4 | Бордо                |
| Осер                       | 1:2             | Шатору (2)           |
| Кевії (Ле-Петі-Кевії) (3)  | 1:0             | Анже (2)             |
| Валанс (4)                 | 0:2             | Евіан (Тонон-ле-Бен) |
| Ніцца                      | 0:0 дч пен. 4:5 | Ренн                 |
| 22 січня 2012              |                 |                      |
| Газелек (Аяччо) (3)        | 1:0             | Труа (2)             |
| Люсон (4)                  | 0:2             | Ліон                 |
| Валансьєн                  | 3:1             | Бастія (2)           |
| Марсель                    | 3:1 дч          | Гавр (2)             |
| 23 січня 2012              |                 |                      |
| Тур (2)                    | 0:1             | Монпельє             |

## 1/8 фіналу
| Команда 1                 | Рахунок | Команда 2            |
| ------------------------- | ------- | -------------------- |
| 7 лютого 2012             |         |                      |
| Ренн                      | 3:2     | Евіан (Тонон-ле-Бен) |
| 8 лютого 2012             |         |                      |
| Ліон                      | 3:1 дч  | Бордо                |
| Валансьєн                 | 2:1     | Лілль                |
| Шатору (2)                | 0:2     | Монпельє             |
| Газелек (Аяччо) (3)       | 2:0     | Дрансі (4)           |
| 15 лютого 2012            |         |                      |
| Бур-Перонна (4)           | 1:3     | Марсель              |
| Діжон                     | 0:1     | Парі Сен-Жермен      |
| 21 лютого 2012            |         |                      |
| Кевії (Ле-Петі-Кевії) (3) | 2:0 дч  | Орлеан (3)           |

## 1/4 фіналу
| Команда 1                 | Рахунок | Команда 2 |
| ------------------------- | ------- | --------- |
| 20 березня 2012           |         |           |
| Кевії (Ле-Петі-Кевії) (3) | 3:2 дч  | Марсель   |
| 21 березня 2012           |         |           |
| Газелек (Аяччо) (3)       | 1:0     | Монпельє  |
| Валансьєн                 | 1:3     | Ренн      |
| Парі Сен-Жермен           | 1:3     | Ліон      |

## 1/2 фіналу
| Команда 1                 | Рахунок | Команда 2 |
| ------------------------- | ------- | --------- |
| 10 квітня 2012            |         |           |
| Газелек (Аяччо) (3)       | 0:4     | Ліон      |
| 21 березня 2012           |         |           |
| Кевії (Ле-Петі-Кевії) (3) | 2:1     | Ренн      |

## Фінал
| 28 квітня 2012 21:45 (EEST) |

| Ліон      | 1:0      | Кевії (3) |
| --------- | -------- | --------- |
| Лопес 28' | Протокол |           |

| Стад-де-Франс, Сен-Дені Глядачів: 76 229 Арбітр: Ерве Піккірільйо |